# Mbemi
KMbemi est l'un des 23 villages de la commune de Mbengwi, département de la Momo de la région du Nord-Ouest du Cameroun.

## Population
Lors du recensement de 2005, la localité comptait 662 habitants.
Une étude locale de 2011 a évalué la population à 1 500 personnes.

## Équipements
Le village de Mbemi accueille une crèche, une école primaire, une salle communautaire.